# Сидоренко Ярослав Володимирович
Яросла́в Володи́мирович Сидоре́нко(нар. 16 січня 1977, м. Фастів — пом. 20 травня 2022, м. Маріуполь) — український військовослужбовець, молодший сержант окремого загону спеціального призначення НГУ «Азов» Національної гвардії України, учасник російсько-української війни, який відзначився і загинув під час відбиття російського вторгнення в Україну в 2022 році. Оборонець Маріуполя.

## Життєпис
Народився 16 січня 1977 року у багатодітній сім'ї у м. Фастові Київської області, де провів дитинство і юність.
Після закінчення ліцею працював у сімейній будівельній фірмі. Брав участь у Помаранчевій революції та Революції Гідності. 
Восени 2014 року добровільно долучився до батальйону «Азов». Брав участь у Широкінській операції, дістав поранення. Про це знали лише брати — мати та інші рідні дізналися, що Ярослав служить, лише з сюжету новин, де мова йшла про пораненого, який святкує свій день народження у шпиталі. Не зважаючи на поранення, Ярослав продовжив служити в «Азові», брав участь у боях на Світлодарській дузі.
У лютому 2022-го обіймав посаду командира кулеметного відділення — старшого кулеметника взводу вогневої підтримки 3-ї роти оперативного призначення 1-го батальйону оперативного призначення. 
Похований 8 січня 2024 року на Алеї Слави Інтернаціонального кладовища у Фастові.
Загинув 20 травня 2022 року під час оборони Маріуполя на території заводу «Азовсталь».

## Родина
Ярослав мав двох сестер та трьох братів, двоє з яких також служили разом з ним та боронили Маріуполь. Середній брат Андрй загинув 15 квітня 2022 року у Маріуполі, а молодший — потрапив у полон та був звільнений у травні 2023-го
.
Також у Ярослава залишилася дружина та її двоє синів від першого шлюбу, один з яких також у лавах «Азову» боронив Маріуполь, дістав поранення та втратив ногу.

## Нагороди
- медаль «За військову службу Україні» (17 травня 2022 року) — за особисту мужність і самовіддані дії, виявлені у захисті державного суверенітету та територіальної цілісності України, вірність військовій присязі[6].
- пам'ятний знак «Захиснику Маріуполя»
- орден «За мужність» ІІІ ступеня (посмертно)
- звання «Почесний громадянин м. Фастів»

## Вшанування пам'яті
У місті Фастові на честь братів Андрія та Ярослава Сидоренків перейменовано колишню вулицю Гагаріна.